# Sigmund Lubanski
Sigmund Jan Grzymala-Lubanski (født 30. maj 1963 i Ishøj) er en dansk embedsmand, der siden december 2023 har været direktør for Slots- og Kulturstyrelsen under Kulturministeriet.
Siden sin uddannelse som cand.scient.soc. fra Roskilde Universitet i 1990 har Sigmund Lubanski bestredet en række ledende stillinger i centraladministrationen. Han kom senest fra en stilling som direktør i Plan- og Landdistriktsstyrelsen og var før det kontorchef i Erhvervsministeriet fra 2005 til 2021, ligesom han har været vicedirektør i Erhvervsstyrelsen. Han har desuden arbejdet som gymnasielærer og underviser ved CBS og Roskilde Universitet.
Han har tidligere været bestyrelsesmedlem i Dansk Arkitektur Center (2012-2019) og haft sæde i Den Europæiske Investeringsbank (2005-2012).
Siden 1. februar 2023 har han været ridder af 1. grad af Danneborgordenen.